# Lionel Florence
Lionel Florence (Nancy, 29 de abril de 1958) es un compositor, pintor y fotógrafo francés.

## Biografía
Lionel Florence vive en Metz hasta sus 18 años. Se muda a París para estudiar artes plásticas.
Después de la licencia, ejerció como profesor de dibujo.
Paralelamente, escribe y compone canciones.
En el período de 1994-1995, Lionel Florence participa en el proyecto benéfico Entre sonrisas y lágrimas donde Jane Birkin, Alain Chamfort, Pascal Obispo, Graziella De Michele, Kent son sus primeros intérpretes, a través de este proyecto se encuentra con Pascal Obispo. Sus primeras colaboraciones traerán los primeros temas Lucie y Saber amar'. Lionel Florence es asociado a menudo a los proyectos musicales supervisados por Pascal Obispo a través de su sociedad de edición Atlético Music.
Compuso, con Patrice Guirao, el texto de varias comedias musicales: Los Diez Mandamientos (2000), El Rey Sol (2005), Cleopatra (2009) y Robin de los Bosques, en totalidad o parcialmente.
En 2003, Lionel Florence ha formado parte del jurado durante la primera edición del programa musical Nueva Star difundido en M6.

## Discografía
- 1986 : Con mi baby-sister (single salido en EMI Music)

## Colaboraciones artísticas

### Compositor
El conjunto de las canciones indicadas aquí-debajo están firmadas como autora o coauteur por Lionel Florence. Con el fin de facilitar la lectura, cada ítem contiene el año, el título y el premier intérprete. Si recuperación o adaptación hay, está inscrito a la continuación sobre la misma línea. Para más de coherencia, los diferentes intérpretes de los espectáculos musicales (Los diez mandos, El rey sol, Cléopatre) no son indicados.
- Años 1995-1999
  - 1995 : D'un geste ordinaire (Jane Birkin - dans le cadre du projet Entre sourire et larmes)
  - 1995 : Vu du ciel (Alain Chamfort - dans le cadre du projet Entre sourire et larmes)
  - 1995 : Les yeux fermés (Jane Birkin / Brett Anderson - dans le cadre du projet Entre sourire et larmes)
  - 1995 : Fais-moi l'amour (Kent - dans le cadre du projet Entre sourire et larmes)
  - 1995 : Le garçon qui s'en va (Graziella De Michele - dans le cadre du projet Entre sourire et larmes)
  - 1995 : Une rose à la main (Lionel Florence - dans le cadre du projet Entre sourire et larmes)
  - 1996 : Sous le soleil (Avy Marciano - générique de la série télévisée)
  - 1997 : Savoir aimer (Florent Pagny) - reprise par Florent Pagny et Daran en 2001
  - 1997 : Chanter (Florent Pagny) - reprise par Florent Pagny et Isabelle Boulay en 2001
  - 1997 : Lucie (Pascal Obispo)
  - 1997 : Sa raison d'être (Disco contra la sida)
  - 1997 : Qu'on ne me parle plus de toi (Pascal Obispo / Virginie Ledoyen - dans le cadre du projet Ensemble contre le sida)
  - 1997 : Sans remords ni regret (Michel Delpech)
  - 1998 : Debout (Johnny Hallyday)
  - 1998 : Seul (Johnny Hallyday)
  - 1998 : Le temps passe (Johnny Hallyday)
  - 1998 : Les moulins à vent (Johnny Hallyday)
  - 1999 : De cendres et de terres (Calogero)
  - 1999 : Soledad (Pascal Obispo)
  - 1999 : Tu ne m'as pas laissé le temps (David Hallyday)
  - 1999 : On s'en va (David Hallyday)
  - 1999 : Un paradis un enfer (David Hallyday)
  - 1999 : Rêver de toi (David Hallyday)
  - 1999 : Virtuel (David Hallyday)
  - 1999 : Des mots (David Hallyday)
  - 1999 : Vivre pour le meilleur (Johnny Hallyday)
  - 1999 : La clé (Patricia Kaas)
  - 1999 : Une femme comme une autre (Patricia Kaas)
  - 1999 : Et je m'en veux (Patricia Kaas)

- Años 2000-2004
  - 2000 : Les dix commandements (Je laisse à l'abandon, Il s'appellera Moïse, Le dilemme, A chacun son rêve, La peine maximum, Je n'avais jamais prié, Sans lui, Oh Moïse, Il est celui que je voulais, Celui qui va, Mais tu t'en vas, C'est ma volonté, Laisse mon peuple s'en aller, A chacun son glaive, L'inacceptable, L.I.B.R.E, Devant la mer, Les dix commandements, Mon frère, L'envie d'aimer)
  - 2000 : Je manque de toi (Fred Blondin)
  - 2000 : Les aimants (Fred Blondin)
  - 2000 : Comme le monde est grand (Kyo)
  - 2000 : Que tu reviennes (Patrick Fiori)
  - 2000 : Tout le monde sait parler d'amour (Patrick Fiori)
  - 2000 : Libre (Sébastien Izambard)
  - 2000 : Même si vivre (Sébastien Izambard)
  - 2000 : Un coin d'enfance (Sébastien Izambard)
  - 2000 : J't'en veux (Sébastien Izambard)
  - 2000 : Si tu savais (Sébastien Izambard)
  - 2000 : Dis le quand même (Sébastien Izambard)
  - 2000 : Paris - New York (Marc Laurens)
  - 2000 : Tête à tête (Marc Laurens)
  - 2000 : Une heure entre deux (Marc Laurens)
  - 2000 : Si tu ouvres tes bras (Ishtar)
  - 2000 : Chatelet-les-Halles (Florent Pagny) - reprise par Florent Pagny et Calogero en 2001
  - 2000 : L'air du temps (Florent Pagny) - reprise par Florent Pagny et Cécilia Cara en 2001.
  - 2000 : Y'a pas un homme qui soit né pour ça (Florent Pagny)
  - 2000 : Un mot de Prévert (Florent Pagny)
  - 2000 : Et un jour, une femme (Florent Pagny) - reprise par Florent Pagny et Marc Lavoine en 2001
  - 2001 : L'amour a tous les droits (Ismaël Lo)
  - 2001 : Pause (Pablo Villafranca)
  - 2001 : Est-ce qu'on saura (Pablo Villafranca)
  - 2001 : On n'oublie pas d'où l'on vient (Florent Pagny / Pascal Obispo)
  - 2002 : Aussi libre que moi (Calogero)
  - 2001 : Aimer éperdument (Pablo Villafranca)
  - 2001 : On n'aime qu'une fois (Pablo Villafranca)
  - 2002 : Tien an men (Calogero)
  - 2002 : Juste un peu de silence (Calogero)
  - 2002 : Partir ou rester (Calogero)
  - 2002 : Je vis où tu m'as laissé (Calogero)
  - 2002 : La femme est l'avenir de l'amour (Youssou N'Dour)
  - 2002 : So many men (Youssou N'Dour / Pascal Obispo)
  - 2002 : Tu trouveras (Natasha St Pier)
  - 2002 : Alors on se raccroche (Natasha St Pier)
  - 2002 : Tous les au-revoir se ressemblent (Natasha St Pier)
  - 2002 : Les chansons ne servent à rien (Natasha St Pier)
  - 2002 : De l'amour le mieux (Natasha St Pier)
  - 2002 : Les diamants sont solitaires (Natasha St Pier)
  - 2002 : Rentrer chez soi (Maurane)
  - 2002 : Je chanterai (Pedro Alves)
  - 2002 : Juste un geste (Nourith)
  - 2002 : Pour un seul homme (Nourith)
  - 2002 : Loin du seul (Nourith)
  - 2002 : Regarder une femme (Pedro Alves)
  - 2002 : Un jour, je t'emmenerai (Thibaut Durand)
  - 2002 : Je ne pourrai plus aimer (Jenifer) - Sous le pseudonyme de Pierre Lorain
  - 2002 : Donne-moi le temps (Jenifer) - Sous le pseudonyme de Pierre Lorain
  - 2002 : Les filles décoratives (Jean-Pascal) - Sous le pseudonyme de Pierre Lorain
  - 2003 : Je te souhaite (Natasha St Pier)
  - 2003 : Quand on cherche l'amour (Natasha St Pier)
  - 2003 : Tant que c'est toi (Natasha St Pier)
  - 2003 : Croire (Natasha St Pier)
  - 2003 : J'oublie toujours (Natasha St Pier)
  - 2003 : Cassé (Nolwenn Leroy)
  - 2003 : Rayer L'émotion inutile (Nolwenn Leroy)
  - 2003 : 14 février (Nolwenn Leroy)
  - 2003 : À côté du soleil  (Cristina Marocco)
  - 2003 : Je trace  (Florent Pagny)
  - 2003 : Ma liberté de penser  (Florent Pagny)
  - 2003 : Guérir  (Florent Pagny)
  - 2003 : Regarde  (Hélène Segara)
  - 2003 : Avant  (Thierry Amiel)
  - 2003 : A personne d'autre  (Paxti / Anne) - adaptation française par Lionel Florence
  - 2003 : Et un jour arrive  (Thierry Amiel)
  - 2003 : Tant que c'est toi (Natasha St Pier)
  - 2004 : J'aurai préféré (Chimène Badi)
  - 2004 : Ici (Isabelle Boulay)
  - 2004 : Yalla (Calogero)
  - 2004 : Qui parlait (Calogero)
  - 2004 : Safe sex (Calogero)
  - 2004 : De passage (Céréna)
  - 2004 : On ne sert à rien (Pascal Obispo / Isabelle Adjani)
  - 2004 : Central park (Francis Maggiulli)
  - 2004 : Madame (Francis Maggiulli)
  - 2004 : Viens (Francis Maggiulli)
  - 2004 : C'est aujourd'hui (Francis Maggiulli)
  - 2004 : Même si (Francis Maggiulli / Véronica Antico)
  - 2004 : C'est quoi, c'est l'habitude (Isabelle Boulay)
  - 2004 : Mon seul amour (Line Renaud)
  - 2004 : Les gestes pas les mots (Nadiya)
  - 2004 : Fan (Pascal Obispo)
  - 2004 : La prétention de rien (Pascal Obispo)
  - 2004 : Merci l'artiste (Pascal Obispo)
  - 2004 : Quelqu'un nous appelle (Pascal Obispo)
  - 2004  : Mourir Demain (Pascal Obispo / Natasha St-Pier)
  - 2004 : Besoin de rêver (Pascal Obispo)
  - 2004 : D'un piano à l'autre (Pascal Obispo)
  - 2004 : Une folie de plus (Pascal Obispo)
  - 2004 : Zinédine (Pascal Obispo)
  - 2004 : Les fans et les chansons d'abord (Pascal Obispo)
  - 2004 : L'amour suffit (Julie Zenatti)
  - 2004 : On efface (Julie Zenatti)

- Años 2005-2009
  - 2005 : Trop lourd dans mon cœur (Anastacia) - adaptation française par Lionel Florence
  - 2005 : C'est écrit (Anggun)
  - 2005 : Je suis libre (Anggun)
  - 2005 : Lâche-toi (Julian Cely) - Sous le pseudonyme de Pierre Lorain
  - 2005 : Sale temps (John Eyzen) - Sous le pseudonyme de Pierre Lorain
  - 2005 : Le roi Soleil (Contre ceux d'en haut, Qu'avons-nous fait de vous, Je serai à lui, Être à la hauteur, Ça marche, Où ça mène quand on s'aime, Encore du temps, À qui la faute, Je fais de toi mon essentiel, S'aimer est interdit, Répartir, Pour arriver à moi, Un geste à vous, Entre ciel et terre, Alors d'accord, J'en appelle, Personne n'est personne, Et vice Versailles, La vie passe, Tant qu'on rêve encore)
  - 2005 : L'amour qu'il faut (Daniel Lévi)
  - 2005 : La peine de vivre (Daniel Lévi)
  - 2005 : La douleur d'un homme (Daniel Lévi)
  - 2005 : Quarante et quelques (Daniel Lévi)
  - 2005 : Play (Ginie Line)
  - 2005 : Ca ne se commande pas (Ginie Line)
  - 2005 : L'absence (Ginie Line)
  - 2005 : L'homme que je suis (Julio Iglesias)
  - 2005 : Je laisse faire (Sarah Théry) - Sous le pseudonyme de Pierre Lorain
  - 2006 : Katmandou (Jeremy Chatelain)
  - 2006 : Faudrait que j'me réveille (Jeremy Chatelain)
  - 2006 : J'veux qu'on m'enterre (Jeremy Chatelain)
  - 2006 : Celui que j'étais (Emmanuel Moire)
  - 2006 : Rosa (Pascal Obispo)
  - 2006 : 1980 (Pascal Obispo)
  - 2006 : La machine (Pascal Obispo)
  - 2006 : Noir (Pascal Obispo)
  - 2006 : Las Vegas (Pascal Obispo)
  - 2006 : Libre comme Picasso (Pascal Obispo)
  - 2006 : Après quoi on court (Pascal Obispo)
  - 2006 : Sur la voix ferré (Pascal Obispo)
  - 2006 : Les fleurs du bien (Pascal Obispo)
  - 2006 : L'essentiel (Pascal Obispo)
  - 2006 : De nous (Natasha St Pier)
  - 2006 : Comme dans un train (Natasha St Pier)
  - 2006 : Longueurs d'ondes (Natasha St Pier)
  - 2007 : Nouveau français (Amel Bent)
  - 2007 : Elle était là (Davide Esposito)
  - 2007 : C'est ma terre (Christophe Maé)
  - 2007 : Parce qu'on sait jamais (Christophe Maé)
  - 2007 : L'art et la manière (Christophe Maé)
  - 2007 : On s'attache (Christophe Maé)
  - 2007 : De vous à moi (Julio Iglesias)
  - 2007 : C'était écrit (Marilou)
  - 2007 : L'espoir (Marilou)
  - 2007 : Nouveau voyage (Pascal Obispo)
  - 2007 : Y'a un ange (Pascal Obispo)
  - 2007 : Ce que j'ai fait de ma vie (Johnny Hallyday) - adaptation par Lionel Florence
  - 2008 : Cléopâtre, femme d'aujourd'hui (Le serment, Femme d'aujourd'hui, Une autre vie, Je serai fidèle, De l'ombre à la lumière, Tout sera stratagème, L'accord, Pour nous, Ça fait mal, Aujourd'hui et maintenant, Il faut partir, On s'aimera quand même, Tout est éphémère, Bien après l’au-delà, La vie reprend)
  - 2008 : Quand tu ne m'aimeras plus (Cindy Daniel)
  - 2008 : Assis par terre (Louisy Joseph)
  - 2008 : Le jour de paye (Louisy Joseph)
  - 2008 : Imagine de John Lennon (Louisy Joseph)
  - 2008 : Jusqu'au bout (Sofia Mestari)
  - 2009 : Le drapeau (Pascal Obispo)
  - 2009 : Idéaliste (Pascal Obispo)
  - 2009 : Si je manquais de ta peau (Pascal Obispo)
  - 2009 : Sous le chapiteau (Pascal Obispo)
  - 2009 : M. Sunshine (Pascal Obispo)
  - 2009 : Magic trip (Pascal Obispo)
  - 2009 : J'ai dit oui (Pascal Obispo)
  - 2009 : L'histoire (Pascal Obispo)

- Años 2010-2014
  - 2010 : Une vie de con (Dume)
  - 2010 : Je ne sais rien rien faire (Dume)
  - 2010 : Charlie Chaplin (Dume)
  - 2010 : L'instinct masculin (Patrick Fiori)
  - 2010 : Parce qu'on m'a dit (Patrick Fiori)
  - 2010 : Salutations distinguées (Garou) - Sous le pseudonyme de Pierre Lorain
  - 2010 : Dingue Dingue Dingue (Christophe Maé)
  - 2010 : Nature (Christophe Maé)
  - 2010 : Mister Joe (John Mamman)
  - 2010 : Il y a un paradis (Quentin Mosimann)
  - 2011 : Adam et Eve, La seconde chance (Rien ne se finit, Ce qu'on ne m'a jamais dit, Ma bataille, Demain comme la veille, Game over, De l'autre côté, Et Dieu dans tout ça, Il reste encore l'amour, Le meilleur) - Sous le pseudonyme de Pierre Lorain
  - 2012 : Le meilleur de nous (Mervan Rim)
  - 2013 : Robin des bois (La flèche ou la cible, Notthing Hill Nottingham, J'ai dit oui, Ne renoncez jamais, Un monde à changer, Terre, La providence, J'attendais, On est là pour ça, Y renoncer un jour, Tes blessures, Laissez-nous vivre, Devenir quelqu'un, Quinze ans à peine, Lui sait qui je suis, À nous, Un ami comme toi, Elles portent en elles, Gloria, Le jour qui se rêve, Si l'amour existe)
  - 2013 : Je ne sais pas (Florent Mothe)
  - 2013 : La vie simplement (Mickaël Miro)
  - 2013 : Ma pétition (Mickaël Miro)
  - 2013 : Rien de personnel (Mickaël Miro)
  - 2013 : Qui aimera verra (Mickaël Miro)
  - 2013 : Tu es là (Mickaël Miro)
  - 2014 : Je ne suis qu’un homme (Vincent Niclo)
  - 2014 : Pour une fois (Vincent Niclo, Anggun)
  - 2014 : Sans avoir à le dire (Vincent Niclo)